# Вольтаметр
Вольтаметр або кулонометр — це науковий прилад, який використовується для вимірювання електричного заряду (кількості електрики) шляхом електролітичної дії. Одиницею вимірювання електричного заряду в СІ є кулон.
Вольтаметр не слід плутати з вольтметром, який вимірює електричний потенціал. Одиницею СІ для електричного потенціалу є вольт.

## Етимологія
Майкл Фарадей використовував прилад, який він назвав «вольта-електрометр»; згодом Джон Фредерік Даніелл назвав це «вольтаметром».

## Типи
Вольтаметр — це електролітична чарунка, і вимірювання здійснюється шляхом зважування елемента, який осідає або виділяється на катоді за певний час.